# Conall Guthbinn
Conall mac Suibni (mort en 635), surnommé Conall Guthbinn, issu du Clan Cholmáin est roi d'Uisneach (« ríg Uisnig ») dans le royaume de Mide. Il est le fils de Suibne mac Colmáin (mort en 600), un précédent roi. Il règne de 621 à 635. Son surnom Guthbinn signifie à la voix douce.

## Biographie
Son père Suibne est tué en 600 par son oncle Áed Sláine mac Diarmato, ancêtre éponyme du Síl nÁedo Sláine. Ce acte génère une faide entre le Clan Cholmáin et le Síl nÁedo Sláine et en 604 lors un combat à Faithche Mic Mencnain sur les rives du Loch Semdid (Lough Sewdy), (Ballymore, actuel comté de Westmeath). Pendant la bataille Conall voit son frère adoptif Áed Gustan tuer Áed Sláine. Áed Rón des Uí Failge et Áed Buide, roi de Tethbae, les alliés d'Áed Sláine sont également tué.
Les Annales d'Ulster commentent:
« Ce n'était pas le moment où le conseil l'emportait, pour les guerriers au-delà de Tuirbe: Conall tuait Áed Sláine, comme Áed Sláine avait tué Suibne ».
Conall devient roi d'Uisnech en 621 à la mort de Óengus mac Colmáin, le fils de Colmán Bec. En 622, lors de la bataille de Cenn Deilgthen (actuel Kildalkey dans le Comté de Meath), Conall défait une faction rivale
de cousins menée par les deux fils de Librén, fils d' Illand, fils de Cerball. Illand était le frère de l'arrière grand-père de
Conall l'Ard ri Erenn Diarmait mac Cerbaill (mort en 565). Domnall Brecc (mort en 642), le futur roi de Dál Riata y combat
aux côtés de Conall.
En 633, à la bataille de Áth Goan, à l'ouest de la Liffey, Conall allié avec Faílbe Flann mac Áedo Duib (mort en 637), le roi de Munster, assistent Fáelán mac Colmáin (mort en 666?) du Uí Dúnlainge et défont et tuent Crimthann mac Áedo
des Uí Máil, lui permettant ainsi de prendre le trône de Leinster. Le Clan Cholmain appuie les Ui Dunlainge dans leur prise de pouvoir
, neutralisant la situation à la frontière avec les Ui Failgi, pendant que les Ui Dunlainge les soutiennent dans leur rivalité avec
le Síl nÁedo Sláine. Fáelán mac Colmáin épouse la sœur de Conall, Uasal ingen Suibni (morte en 643).
En 634, à la bataille de Loch Trethin à Fremainn (Lough Drin, .75 miles nord ouest de Cullionbeg, comté de Westmeath),, Conall tue Congal mac Áedo Sláine, roi de Brega, et son frère Ailill Cruitire, poursuivant ainsi la faide avec le Síl nÁedo Sláine. En 635 Diarmait Ruanaid (mort en 665) tue Conall dans la résidence du fils de Nad Fraích.

## Postérité
Le fils de Conall, Airmetach Cáech est tué lors de la Bataille de Magh Rath (l'actuelle Moira, comté de Down) en 637 en combattant
pour Congal Cáech d'Ulaid contre l'Ard ri Erenn Domnall mac Áedo (mort en 642) du Cenél Conaill. le fils d' Airmetach
Fáelchú est également tué lors de ce combat. L'autre fils d' Airmetach, Diarmait Dian mac Airmetaig Cáech (mort en 689), deviendra roi d'Uisnech.